# Chiton olivaceus
Il chitone (Chiton olivaceus (Spengler, 1797) è un mollusco poliplacoforo della famiglia Chitonidae.

## Descrizione
Di forma ovale allungata (lungh. media: 25 mm), dotato di piastre carenate con coste molto robuste. Le piastre anteriore e posteriore presentano costole a raggiera; le piastre centrali presentano invece costoline radiali. La sua colorazione varia dal giallo-bruno al grigio-oliva, talvolta nero, più di rado giallo o rosso.

## Distribuzione e habitat
La specie è comune nel Mar Mediterraneo ma rintracciabile anche nel vicino oceano Atlantico, vive in acque poco profonde nelle nicchie rocciose esposte alla violenza delle onde (lo stesso ambiente delle patelle e dei balani).

## Curiosità
I denti di questo mollusco sono composti di magnetite, il materiale più duro realizzabile da un essere vivente